# Ametista (colore)
Ametista è un colore violaceo moderato e trasparente. Il suo nome è derivato dall'omonima ametista, un tipo di quarzo. Benché il colore ametista naturale vari dal viola al giallo, il colore qui citato è quello viola più comunemente collegato alle pietre dell'ametista